# Санскрт (језик)
Санскрт или санскрит (संस्कृतम [] — „састављен“, „справљен“; од речи sam — „са“ и kṛta — „прављен“), класични је језик Индије и Непала са документованом историјом од око 3.500 година. Он је литургијски језик у хиндуизму, будизму и џаинизму. Као резултат преношења хиндуистичке и будистичке културе у југоисточну Азију и делове централне Азије, он је исто тако био и језик високе културе у неким од ових региона у раном средњовековном добу. Овај језик је био у свакодневној употреби у периоду од 2. миленијума п. н. е. до 600. п. н. е. (Ведијски санскрт), након чега су из њега настали средње индоаријски језици. Санскрт је класични језик индијске књижевности. У Азији има статус сличан латинском и грчком језику у Европи. Свети списи хиндуизма, као и махајана и вађрајана будизма састављени су на санскрту.
Санскрт је прилично сличан палију, језику теравада будизма. У време Буде (5. век п. н. е.), санскртом се говорило само на дворовима и међу свештенством, док је пали био народни говор. Пали, језик теравада канона, био је један од оних дијалеката којим се говорило у Аванти провинцији, али не и језик на којем је Буда подучавао. Због тога се употреби пали терминологије не даје приоритет у односу на будистички санскрт, врсту санскрта која садржи много пракртских речи (пракрт, народни језик, за разлику од санскрта). У Индији санскрт данас представља један од службених језика. Иако га многи сматрају мртвим језиком, још увек се учи и користи као свакодневни говор у неким индијским заједницама.
Санскрт је стари индоаријски језик. Као један од најстаријих документованих чланова индоевропске фамилије језика, санскрт има проминентну позицију у индоевропским студијама. Он је сродан са грчким и латинским, као и хетским, лувиским, старим авестанским и многим другим изумрлим језицима од историјског значаја у Европи, западној Азији и централној Азији. Његово лингвистичко порекло се може следити до прото-индоаријских, прото-индоиранских и прото-индоевропских језика.
Санскрт је могуће пратити до 2. миленијума п. н. е. у форми познатој као ведски санскрт, са Ргведама као најранијим сачуваним текстом. Знатно више стандардизован облик (са извесним поједностављењима) који се назива класичним санскртом појавио се средином првог миленијума п. н. е. са Aṣṭādhyāyī трактатом Панинија. Санскрт, мада не нужно класични санскрт, је језички корен многих пракртских језика. Примери обухватају бројне модерне изведене северно-индијске потконтиненталне језике, као што су хинди, марати, бенгалски, панџаби и непалски.
Тело санскртске литературе обухвата богату традицију филозофских и религиозних текстова, као и поезију, музику, драму, научне, техничке и друге текстове. У древној ери, санскртске композиције су биле орално преношене методом меморисања изузетне сложености, ригорозности и верности. Најстарији познати натписи на санскрту су из првог века п. н. е, као што је неколико откривених у Ајодији и Хатибади Госанди. Санскртски текстови датирани на први миленијум ове ере су написани у Брахми писму, Нагари писму, историјским јужно индијским писмима и њиховим деривативним писмима. Санскрт је један од 22 језика наведених у осмом распореду устава Индије. Он се и даље широко користи као церемонијални и ритуални језик у хиндуизму и делу будистичке праксе, као што су химне и мантре.

## Етимологија и номенклатура
Санскрт глаголски придев sáṃskṛta- је сложена реч која се састоји од sams (заједно, добро, ваљано, перфектно) и krta- (направљен, формиран, рад). То означава дело које је „добро припремљено, чисто и савршено, полирано, свето”. Према Бидерману, савршенство које се контекстуално спомиње у етимолошком корену ове речи је њен тонални квалитет, пре него семантика. Звучни и орални пренос су били високо цењени квалитет у древној Индији, а њихови мудраци су пречишћавали абецеду, структуру речи и строгу граматику језика у „колекцију звукова, неку врсту узвишеног музичког калупа”, каже Бидерман, као интегрални језик који су они звали Санскрт. Од касног Ведског периода на даље, наводе Анет Вилке и Оливер Моебус, резонантни звук и његове музичке основе привукли су „изузетно велику количину лингвистичке, филозофске и верске литературе” у Индији. Звук је визуализован као „прожимајући сву креацију”, још једну репрезентацију самог света, „мистериозни магнум” хиндуистичке мисли. Потрага за савршеношћу у размишљању и спасењу била је једна од димензија светог звука, и заједничка нит за повезивање свих идеја и инспирација постала је потрага за оним што су древни Индијци сматрали савршеним језиком, „фоноцентричним епистемом” санскрта.
Санскрт као језик се такмичио са бројним мање прецизним домаћим индијским језицима званим пракртни језици (prākṛta-). Термин prakrta дословно значи „оригиналан, природан, нормалан, неизвештачен”, наводи Франклин Саутворт. Однос између пракрта и санскрта се може докучити из индијски текстова из првог миленијума ове ере. Патанџали је потврдио да је пракрт први језик, који инстинктивно прихвата свако дете са свим несавршеностима и да касније доводи до интерпретационих проблема и неспоразума. Прочишћавајућа структура санскртског језика уклања ове несавршености. Рани санскртски граматичар Дандин тврди, на пример, да је много тога у пракритским језицима етимолошки укорењено на санскрту, али долази до „губитка звукова” и корупција које произлазе из „занемаривања граматике”. Дандин је напоменуо и да постоје речи и збуњујуће структуре у пракриту које су широко кориштене независно од санскрта. Ово гледиште се налази у писању Барата Мунија, аутора древног текста „Натјасастра”. Рани ђаинистички учењак Намисаду је потврдио разлику, али се није сложио да је језик пракрта корупција санскртта. Намисаду је сматрао да је пракртски језик био purvam (да је дошао раније), док је санскрт био рафинирана верзија пракритаа створена путем „пречишћавања граматике”.

## Порекло
Претпоставља се да је овај језик стигао је Индију са северозапада потконтинента нешто пре 1500. године п. н. е., заједно са експанзијом номадског народа у историји познатог као Аријевци. О њиховој прапостојбини, језику и етничким карактеристикама у науци се воде полемике, но, вероватно потичу из широке области која је обухватала данашњу источну Турску, јужну Русију и северни Иран и да су се у једном тренутку поделили у две велике миграционе групе. Једна је кренула на запад, ка Европи, а друга на исток, ка индијском потконтиненту. Источна група говорила је индо-иранским језиком, од којег су се касније развили ведски и санскрт, као књижевни језици, и разни народни језици Индије. Његов каснији изданак је и пали, језик будистичког канона.

## Фонологија
Класични санскрт има 48 гласова. Не рачунајући алофоне, санскрт има 35 фонема.
Санскрт је развио и сопствено писмо, деванагари.

## Примери сличности
Примери сличности санскрта са српским језиком:
| српски          | санскрт | енглески | латински |
| --------------- | ------- | -------- | -------- |
| сто             |         |          |          |
| мати            |         |          |          |
| брат            |         |          |          |
| бити/јесте      |         |          |          |
| два             |         |          |          |
| вишњи (највиши) |         |          |          |
| огањ            |         |          |          |
| бела            |         |          | —        |
| дете            |         |          | —        |
| див             |         |          | —        |
| дан             |         |          |          |
| дом             |         |          |          |
| роса            |         |          |          |

Треба знати да "viṣṇu" и "agní" спадају у врховна божанства у хиндуизму.
Сличност са српским језиком постоји на свим нивоима, од гласова, коренских речи до граматике.